# 권효섭
권효섭(權孝燮, 1925년 5월 1일~2017년 3월 18일)은 대한민국의 공무원 출신 정치인이다. 제9대 국회의원을 역임했다.
본관은 안동이다.  1948년 대한민국 제헌국회에 공채 직원으로 채용되어 대한민국 국회 사무처에서 장기간 근무하였다.

## 학력
- 일본 호세이 대학 법률학과 졸업

## 약력
- 국회 사무처 간사
- 국회 사무처 의사국장
- 국가재건최고회의 전문위원
- 문화방송 전무이사
- 경향신문 전무이사
- 사단법인 대한산악연맹 회장, 고문
- 1975년 ~ 1979년 : 제9대 국회의원 (유신정우회)
- 국립공원관리공단 자문위원

## 가족 관계
- 배우자 : 김화순
  - 아들 : 권훈, 권우기
  - 딸 : 권두연

## 역대 선거 결과
| 실시년도 | 선거 | 대수 | 직책     | 선거구           | 정당       | 득표수 | 득표율      | 순위 | 당락 | 비고 |
| -------- | ---- | ---- | -------- | ---------------- | ---------- | ------ | ----------- | ---- | ---- | ---- |
| 1973년   | 총선 | 9대  | 국회의원 | 통일주체국민회의 | 유신정우회 |        | \| \| 0% \| | 지명 |      | 초선 |
|          | 0%   |      |          |                  |            |        |             |      |      |      |